# CS Tunari
Club Sportiv Tunari, cunoscut în mod obișnuit ca CS Tunari sau, simplu, Tunari, este un club de fotbal românesc, cu sediul în comuna Tunari, județul Ilfov, care evoluează în prezent în Liga a III-a, al treilea eșalon al fotbalului românesc. Fondat în 1980, clubul aflat în apropierea Bucureștiului a fost rebranduit ca CS Tunari în anul 2004.

## Istoric
CS Tunari a fost fondat în 1980 sub denumirea Arsenal Tunari. În 2004, clubul a fost nevoit să renunțe la numele „Arsenal” din cauza unor restricții legate de drepturile de autor, adoptând actuala denumire. Numele ‘Tunari’ evocă tradiția artileriștilor, iar stema comunei — care include un tun — a inspirat alegerea denumirii inițiale a clubului, ca un omagiu adus echipei engleze Arsenal FC și faimoasei sale porecle, ‘Tunarii’ (‘The Gunners’).
În 2018, clubul și-a schimbat sigla și culorile, trecând la o combinație de roșu și alb în locul celei vechi, roșu și albastru. Curios este faptul că noua siglă a readus numele „Arsenal”, chiar dacă clubul nu a revenit la denumirea inițială. Într-un interviu acordat sport.ro în 2009, președintele clubului, Lucian Costache, a povestit o anecdotă din 1996, când, pe atunci Arsenal Tunari, a trimis o scrisoare către Arsenal FC solicitând echipamente oficiale. Din păcate, nu a primit niciun răspuns.
Tot în acea perioadă a fost construit și noul stadion al comunei, aflat în apropierea Bucureștiului. În 2009, clubul a obținut un loc în Liga a III-a.
De-a lungul anilor, CS Tunari a devenit o prezență constantă în eșalonul al treilea, înregistrând treptat progrese. Sezonul 2009–10 s-a încheiat pe locul 9, sub comanda lui Ion Ion. În sezonul următor, Virgil Nițoi a condus echipa spre locul 7. Au urmat sezoane dificile sub conducerea lui Ion Voicu, încheiate cu locul 10 în 2011–12 și locul 13 în 2012–13, până când Florin Vlădilă a fost instalat antrenor în decembrie 2012.
Din vara anului 2013, odată cu revenirea lui Virgil Nițoi, echipa a început să înregistreze progrese importante: locul 8 în sezonul 2013–14 și locul 4 în 2014–15. Sezonul 2015–16 a fost dificil, cu un loc 12 în clasament sub comanda lui Florin Bratu, care l-a înlocuit pe Nițoi după șase înfrângeri consecutive. Bratu a plecat în vara următoare, fiind urmat de Tudorel Dumitru, care a dus echipa pe locul 3 în sezonul 2016–17 – cea mai bună clasare de până atunci – și pe locul 7 în 2017–18.
Ștefan Odoroabă a preluat echipa și a antrenat timp de trei sezoane și jumătate, cu rezultate solide: locul 6 în 2018–19, locul 4 în 2019–20 și locul 5 în 2020–21. În martie 2022, Odoroabă a fost înlocuit de Marcel Abăluță, care a obținut locul 2 în sezonul 2021–22, calificând echipa la barajul de promovare. După ce a eliminat pe CS Afumați cu scorul general de 5–2 (3–2 acasă, 2–0 în deplasare), echipa a pierdut finala barajului în fața celor de la Progresul Spartac București, 1–7 la general (0–4 acasă și 1–3 în deplasare).
În sezonul 2022–23, Valentin Negru a fost numit antrenor principal, dar a părăsit clubul în noiembrie, când echipa era pe primul loc. Secundul Alin Ilin a preluat interimatul până la finalul anului, iar în ianuarie 2023, Gabriel Manu a fost angajat ca antrenor principal. Sub comanda sa, Tunari a obținut prima promovare din istorie în Liga a II-a. Echipa a terminat sezonul pe primul loc în Seria IV, cu nouă puncte avans față de CS Popești-Leordeni. La baraj, Tunari a eliminat pe Farul Constanța II (1–3 în deplasare și 4–0 acasă), apoi a învins din nou pe CS Popești-Leordeni (1–2 în deplasare, 3–1 acasă).
În iunie 2023, la doar două zile după despărțirea surprinzătoare de Gabriel Manu, Florin Stângă a fost numit antrenor principal.  Stângă a condus echipa timp de șase etape, fiind înlocuit de Ștefan Odoroabă în octombrie 2023, după o scurtă perioadă de interimat asigurată de Alin Ilin.  Tunari a încheiat sezonul regulat 2023–24 pe locul 17 și a fost repartizată în Grupa B a play-out-ului, sub comanda lui Dan Alexa, care l-a înlocuit pe Odoroabă în martie 2024. În ciuda eforturilor, numeroasele schimbări în lot și pe banca tehnică au dus la retrogradare, echipa clasându-se penultima în grupă. De asemeanea, Tunari a reușit calificarea în grupele Cupei României, după o victorie cu 5–0 în fața echipei de Liga a III-a Viitorul Ianca. În faza grupelor, formația ilfoveană a remizat în toate cele trei meciuri: 1–1 cu Universitatea Craiova, 1–1 cu FC Voluntari și 1–1 cu Gloria Buzău, încheind pe locul 5 din 6 în Grupa D și părăsind competiția.

## Palmares
- Liga a III-a
  - Câștigătoare  (1): 2022–23
  - Locul doi (1): 2021–22

- Cupa României
  - Faza grupelor (1): 2023–24

## Jucători
La 1 iulie 2023.
| Nr. |         | Poziție | Jucător                                |
| --- | ------- | ------- | -------------------------------------- |
| 4   | România | F       | Alexandru Catrici (on loan from Rapid) |
| 5   | România | M       | Lucian Ion                             |
| 6   | România | F       | Robert Stănici                         |
| 11  | România | M       | Daniel Cîrjan                          |
| 12  | România | P       | Corneliu Fulga                         |
| 13  | România | M       | Liviu Oșca (Captain)                   |
| 14  | România | F       | Alexandru Gheorghe                     |
| 16  | România | M       | Ciprian Popescu                        |

| Nr. |                   | Poziție | Jucător                                         |
| --- | ----------------- | ------- | ----------------------------------------------- |
| 19  | România           | A       | Gabriel Plumbuitu                               |
| 21  | România           | A       | Alexandru Stoian                                |
| 24  | România           | P       | Valentin Meciu                                  |
|     | România           | F       | Bogdan Șandru                                   |
|     | România           | M       | Claudiu Herea                                   |
|     | România           | M       | Paul Mitrică                                    |
|     | România           | A       | Cosmin Lambru                                   |
|     | România           | F       | Andrei Sin                                      |
|     | România           | M       | Cristian Bustea                                 |
|     | România           | A       | Florentin Puiu (on loan from Concordia Chiajna) |
|     | România           | P       | Sebastian Moroz                                 |
|     | Macedonia de Nord | A       | Mirko Ivanovski                                 |
|     | Croația           | F       | Ivan Fuštar                                     |
|     | România           | M       | Vasile Constantin                               |
|     | România           | F       | Mihai Leca                                      |

### Jucători loan eliminați
| Nr. |  | Poziție | Jucător |
| --- |  | ------- | ------- |

| Nr. |  | Poziție | Jucător |
| --- |  | ------- | ------- |

## Parcursul competițional
| Sezon   | Nivel | Divizie                      | Loc   | Note         | Cupa României |
| ------- | ----- | ---------------------------- | ----- | ------------ | ------------- |
| 2025–26 | 2     | Liga a II-a                  | TBD   |              |               |
| 2024–25 | 3     | Liga a III-a (Seria a V-a)   | 1 (C) |              | Turul trei    |
| 2023–24 | 2     | Liga a II-a                  | 17    | Retrogradată | Faza grupelor |
| 2022–23 | 3     | Liga a III-a (Seria a IV-a)  | 1 (C) | Promovată    |               |
| 2021–22 | 3     | Liga a III-a (Seria a IV-a)  | 2     |              |               |
| 2020–21 | 3     | Liga a III-a (Seria a IV-a)  | 5     |              |               |
| 2019–20 | 3     | Liga a III-a (Seria a II-a)  | 4     |              |               |
| 2018–19 | 3     | Liga a III-a (Seria a II-a)  | 6     |              |               |
| 2017–18 | 3     | Liga a III-a (Seria a III-a) | 7     |              |               |

| Sezon   | Nivel | Divizie                      | Loc | Note | Cupa României |
| ------- | ----- | ---------------------------- | --- | ---- | ------------- |
| 2016–17 | 3     | Liga a III-a (Seria a II-a)  | 3   |      |               |
| 2015–16 | 3     | Liga a III-a (Seria a II-a)  | 12  |      |               |
| 2014–15 | 3     | Liga a III-a (Seria a II-a)  | 4   |      |               |
| 2013–14 | 3     | Liga a III-a (Seria a III-a) | 8   |      |               |
| 2012–13 | 3     | Liga a III-a (Seria a III-a) | 13  |      |               |
| 2011–12 | 3     | Liga a III-a (Seria a II-a)  | 10  |      |               |
| 2010–11 | 3     | Liga a III-a (Seria a II-a)  | 7   |      |               |
| 2009–10 | 3     | Liga a III-a (Seria a II-a)  | 9   |      |               |